# Lijst van landen per werelddeel

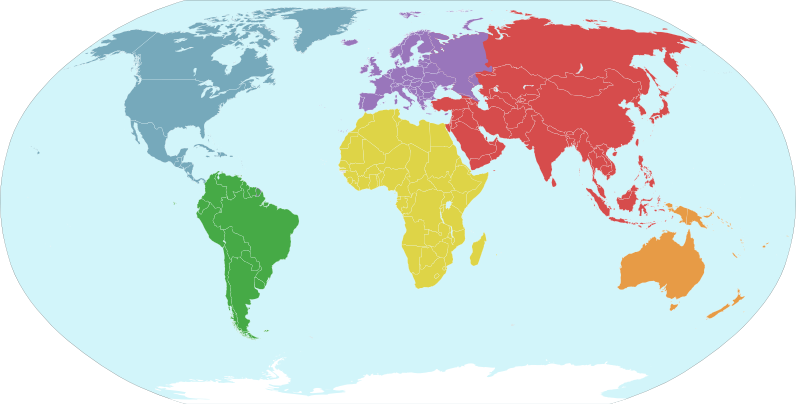
Wereldkaart ingedeeld op basis van de werelddelen.

Hieronder volgt een lijst van landen, gesorteerd per werelddeel (Afrika, Antarctica, Azië, Europa, Noord-Amerika, Oceanië en Zuid-Amerika). In de lijst staan zowel onafhankelijke landen als afhankelijke gebieden. Achter de naam van een afhankelijk gebied staat tussen haakjes de afkorting van het land waar het bij hoort. Onderdelen van landen die in een ander werelddeel liggen dan de rest van het land, zijn ook apart weergegeven.

## Afrika
- Algerije
- Angola
- Benin
- Botswana
- Burkina Faso
- Burundi
- Canarische Eilanden (SP)[1]
- Centraal-Afrikaanse Republiek
- Ceuta (SP)[1]
- Comoren
- Congo-Brazzaville
- Congo-Kinshasa
- Djibouti
- Egypte[2]
- Equatoriaal-Guinea
- Eritrea
- Ethiopië
- Gabon
- Gambia
- Ghana
- Guinee
- Guinee-Bissau
- Ivoorkust
- Kaapverdië
- Kameroen
- Kenia
- Lesotho
- Liberia
- Libië
- Madagaskar
- Madeira (PT)
- Malawi
- Mali
- Marokko
- Mauritanië
- Mauritius
- Mayotte (F)[3]
- Melilla (SP)[1]
- Mozambique
- Namibië
- Niger
- Nigeria
- Oeganda
- Réunion (F)[3]
- Rwanda
- Sao Tomé en Principe
- Senegal
- Seychellen
- Sierra Leone
- Sint-Helena, Ascension en Tristan da Cunha (GB)
- Soedan
- Somalië
- Swaziland
- Tanzania
- Togo
- Tsjaad
- Tunesië
- Verspreide Eilanden in de Indische Oceaan (F)
- Westelijke Sahara
- Zambia
- Zimbabwe
- Zuid-Afrika
- Zuid-Soedan

## Antarctica
Verschillende landen hebben een territoriale claim op delen van Antarctica, maar op grond van het Antarctica-verdrag zijn al deze aanspraken opgeschort. Wel zijn er enkele naburige eilanden die bestuurlijk onder Australië of een Europees land vallen:
- Bouveteiland (NO)
- Crozeteilanden (F)
- Heard en McDonaldeilanden (AUS)
- Kerguelen (F)
- Saint-Paul en Amsterdam (F)
- Zuid-Georgia en de Zuidelijke Sandwicheilanden (GB)

## Azië
- Afghanistan
- Akrotiri en Dhekelia (GB)
- Armenië
- Azerbeidzjan[4]
- Bahrein
- Bangladesh
- Bhutan
- Brits Indische Oceaanterritorium (GB)
- Brunei
- Cambodja
- China
- Christmaseiland (AUS)
- Cocoseilanden (AUS)
- Cyprus
- Egypte[2]
- Filipijnen
- Georgië[4]
- Hongkong (CN)
- India
- Indonesië[5]
- Irak
- Iran
- Israël
- Japan
- Jemen
- Jordanië
- Kazachstan[4]
- Kirgizië
- Koerdistan
- Koeweit
- Laos
- Libanon
- Macau (CN)
- Maldiven
- Maleisië
- Mongolië
- Myanmar
- Nepal
- Noord-Korea
- Oezbekistan
- Oman
- Oost-Timor[6]
- Pakistan
- Palestina
- Qatar
- Rusland[4]
- Saoedi-Arabië
- Singapore
- Sri Lanka
- Syrië
- Tadzjikistan
- Taiwan
- Thailand
- Turkije[4]
- Turkmenistan
- Verenigde Arabische Emiraten
- Vietnam
- Zuid-Korea

## Europa
- Åland (FIN)
- Albanië
- Andorra
- Azerbeidzjan[4]
- Azoren (PT)[7]
- België
- Bosnië en Herzegovina
- Bulgarije
- Denemarken
- Duitsland
- Estland
- Faeröer (DK)
- Finland
- Frankrijk[3]
- Georgië[4]
- Gibraltar (GB)
- Griekenland
- Guernsey (GB)
- Hongarije
- Ierland
- IJsland
- Italië
- Jersey (GB)
- Kazachstan[4]
- Kosovo
- Kroatië
- Letland
- Liechtenstein
- Litouwen
- Luxemburg
- Malta
- Man (GB)
- Moldavië
- Monaco
- Montenegro
- Nederland[8]
- Noord-Macedonië
- Noorwegen
- Oekraïne
- Oostenrijk
- Polen
- Portugal
- Roemenië
- Rusland[4]
- San Marino
- Servië
- Slovenië
- Slowakije
- Spanje[1]
- Spitsbergen (NO)
- Tsjechië
- Turkije[4]
- Vaticaanstad
- Verenigd Koninkrijk
- Wit-Rusland
- Zweden
- Zwitserland

## Noord-Amerika
- Amerikaanse Maagdeneilanden (VS)
- Anguilla (GB)
- Antigua en Barbuda
- Aruba (NL) Afhankelijk van de definitie van Noord- en Zuid-Amerika
- Bahama's
- Barbados
- Belize
- Bermuda (GB)
- Bonaire (NL)
- Britse Maagdeneilanden (GB)
- Canada
- Clipperton (F)
- Costa Rica
- Cuba
- Curaçao (NL)
- Dominica
- Dominicaanse Republiek
- El Salvador
- Grenada
- Groenland (DK)
- Guadeloupe (F)
- Guatemala
- Haïti
- Honduras
- Jamaica
- Kaaimaneilanden (GB)
- Martinique (F)
- Mexico
- Montserrat (GB)
- Navassa (VS)
- Nicaragua
- Panama[9]
- Puerto Rico (VS)
- Saba (NL)
- Saint-Barthélemy (F)
- Saint Kitts en Nevis
- Saint Lucia
- Saint-Pierre en Miquelon (F)
- Saint Vincent en de Grenadines
- Sint-Eustatius (NL)
- Sint-Maarten (F)
- Sint Maarten (NL)
- Trinidad en Tobago
- Turks- en Caicoseilanden (GB)
- Verenigde Staten

## Oceanië
- Amerikaans-Samoa (VS)
- Ashmore- en Cartiereilanden (AUS)
- Australië
- Baker (VS)
- Cookeilanden (NZ)
- Fiji
- Frans-Polynesië (F)
- Guam (VS)
- Hawaï (VS)
- Howland (VS)
- Indonesië[5]
- Jarvis (VS)
- Johnston (VS)
- Kingman (VS)
- Kiribati
- Marshalleilanden
- Micronesia
- Midway (VS)
- Nauru
- Nieuw-Caledonië (F)
- Nieuw-Zeeland
- Niue (NZ)
- Noordelijke Marianen (VS)
- Norfolk (AUS)
- Oost-Timor[6]
- Palau
- Palmyra (VS)
- Papoea-Nieuw-Guinea
- Pitcairneilanden (GB)
- Salomonseilanden
- Samoa
- Tokelau (NZ)
- Tonga
- Tuvalu
- Vanuatu
- Wake (VS)
- Wallis en Futuna (F)

## Zuid-Amerika
- Argentinië
- Bolivia
- Brazilië
- Chili
- Colombia
- Ecuador
- Falklandeilanden (GB)
- Frans-Guyana (F)[3]
- Guyana
- Panama[9]
- Paraguay
- Peru
- Suriname
- Uruguay
- Venezuela